# 121.ª Brigada del Ejército Croata
La 121.a Brigada del Ejército Croata (en croata: 121. brigada) fue una unidad militar formada en Nova Gradiška (Croacia) en 1991, activa durante la Guerra de Croacia. Perteneció inicialmente de la Guardia Nacional Croata (ZNG) y luego del Ejército Croata (HV) cuando la institución fue renombrada en diciembre de 1991. En 1994 fue reestructurada como Regimiento de Defensa de la Patria 121 (en croata: 121. domobranska pukovnija) manteniendo su asiento.
Sus principales acciones de combate tuvieron lugar en Eslavonia Occidental en el año 1991 y en 1995. Fue desactivada luego de la guerra.

## Historial

### Antecedentes de la Brigada
Las tensiones interétnicas en Nova Gradiška comenzaron tras las primeras elecciones croatas en la primavera de 1990. Los serbios, opuestos al independentismo croata, se hicieron de las estructuras de la Defensa Territorial. Ante tal situación, en septiembre y octubre del mismo año, en cooperación con el Departamento de Policía de SIavonski Brod y la Estación de Policía Nova Gradiška, se organizó la primera compañía armada, que en enero de 1991 se convirtió formalmente en una fuerza de policía de reserva y se dirigió a las orillas del río Sava brindando seguridad ante posibles ataques desde Bosnia.
En junio, destacamentos desarmados de Protección Popular, organizados sobre una base territorial con voluntarios, se organizaron siguiendo un decreto del Presidente de la República de Croacia. La tarea consistía en proteger instalaciones estratégicas y preparar a la población civil para resistir alguna agresión.
Bajo el mando del Coronel Željko Žgela, la primera compañía de la Guardia Nacional Croata (ZNG) en el área del entonces municipio de Nova Gradiška se estableció el 28 de junio de 1991, exclusivamente con voluntarios, que se agregaron a la 108.a Brigada como 3.° Batallón. Más tarde se convertiría en el 1.° Batallón de la 121.a Brigada. Su principal inconveniente fue la ausencia de armamento. Contaba con muy pocos fusiles automáticos, con bombas, carabinas y fusiles privados. Tampoco había uniformes.

### Inicio de Guerra en los alrededores de Nova Gradiška
Ante el fuerte aumento de las tensiones, el 12 de agosto de 1991, los serbocroatas crearon la Región Autónoma Serbia de Eslavonia Occidental (SAO-ZS), incluyendo partes de Nova Gradiška en los alrededores de Okučani. Este levantamiento se concretó, inicialmente, con el emplazamiento de barricadas y la movilización de la estructura militar. El 13 de agosto, la situación se volvió más tensa en el puente sobre el río Sava en Stara Gradiška. Miembros de la 329.a Brigada Blindada, cuyas fuerzas estaban adelantadas al área de Bosanska Gradiška, pidieron a la policía croata que despeje de obstáculos al puente. Los croatas condicionaron la apertura del puente al alejamiento de las tropas del JNA.
El 14 de agosto de 1991, miembros de la Policía Especial (MUP) y ZNG ocuparon las rutas Okučani - Stara Gradiška y Medari - Smrtić - Gornji Bogićevci. Al día siguiente, las unidades de la MUP Požega, ZNG de Nova Gradiška, y la 3.° Brigada de Guardias ocuparon posiciones alrededor de las serbias de Okučani. Los croatas se replegaron de la aldea de Gornji Bogićevci, que fue atacada el 16 de agosto por fuego de artillería desde Bosnia y Okučani. El 16 de agosto de 1991 comenzó el combate abierto entre fuerzas croatas y milicias serbias en Okučani. Al día siguiente, se hizo presente un batallón de la 265.a Brigada Mecanizada JNA del 32.o Cuerpo (Varaždin) con la intención inicial de separar las partes.
El 18, el 5.º Cuerpo del Ejército Popular Yugoslavo (Banja Luka) ocupó Stara Gradiška continuando luego hacia el norte. De esta forma estalló la guerra en el entonces municipio de Nova Gradiška. A partir de entonces, los croatas se enfrentaron a tropas del JNA y milicias serbias al oeste y norte de la ciudad la que la provocará afectaciones de sus instalaciones.

### Creación de la Brigada
Antes de la guerra, se encontraba en Požega el cuartel "Héroe de la Patria Nikola Demonja", ocupado por el la 40.a División Partisana (reserva), el 234.° Centro de Enseñanza para Conductores y el Batallón de Transporte 5. El 17 de septiembre fueron ocupados por el 4/108.a Brigada. Ello permitió la captura de entre 10.000 y 12.000 armas largas (3.000 fueron enviadas inmediatamente a Nova Gradiška), cantidades significativas de municiones y 500 tipos diferentes de vehículos. Esta cantidad fue una importante base para armar unidades en la zona. 
Sobre la base del 3.° Batallón de la 108.a Brigada, la 121.a Brigada de la ZNG fue creada el 28 de septiembre de 1991, siguiendo la orden del ministro de defensa Gojko Šušak del 27. El entonces coronel Josip Mikšić fue designado como su comandante. El momento de creación coincidió con los ataques más violentos del JNA en la dirección Nova Gradiška.
El 1 de octubre de 1991, el comando de la 121.a Brigada asumió la responsabilidad de la defensa de Nova Gradiška. El 3 de octubre, junto con la 108.a Brigada, la 121.a ejecutó su primera acción: un contraataque a lo largo del antiguo camino Nova Gradiška - Okučani. En el sector defensivo sur, la brigada ocupaba posiciones en Gorice junto con una compañía de la 3.° Brigada y la 99.a Brigada.
A mediados de octubre de 1991, la brigada organizó tres batallones y ocupó posiciones defensivas con sus principales fuerzas en la dirección de la antigua ruta y la autopista Nova Gradiška - Okučani, mientras que con fuerzas auxiliares ocupó posiciones en la dirección Cernik - Šagovina Cernička. Su posición más prominente fue en las antenas en Brezovo Polje, el pico más alto de las alturas Psunj, en poder de la Compañía Independiente Psunj, parte de la Brigada.
En noviembre de 1991, la 121.a Brigada lanzó una serie de contraataques exitosos moviendo la línea de contacto de Mašić a Medari. También en el sector defensivo sur mantenía posiciones en Gorice junto con una compañía de la 3.a Brigada y la 99.a Brigada.
El 5 de noviembre de 1991, el coronel Josip Mikšić, comandante de brigada, fue nombrado Coordinador Jefe de todas las Fuerzas de Defensa en el sector de Nova Gradiška mientras se desarrollaba la Operación Orkan-91.
Desde el 10 de diciembre, la brigada participó junto con la 123.a Brigada en una acción ofensiva destinada a establecer un control completo sobre la ruta Nova Gradiška - Požega y las aldeas de Snjegavić, Golobrdac, Čečavac, Jeminovac, Sinlije, Opršinac, Čečavački Vučjaki y Ruševac. Después de nueve días de lucha, ocupó Šagovina Mašićka. El 30 de diciembre, una compañía del 2.o Batallón de la 121.a Brigada ingresó a Širinci aunque no pudo sostener la posición. El 3 de enero de 1992, tres compañías de la brigada (una de ellas la Compañía Independiente Psunj) reforzadas con una de la 3.° Brigada atacaron y capturaron la aldea de Širinci. Con este éxito, se detuvo la lucha en el campo de batalla de Nova Gradiška porque a las 6 de la tarde entró en vigor un alto el fuego firmado el 2 de enero de 1992 en Sarajevo.

### A partir del cese al fuego
El alto al fuego no pacificó la zona. Durante 1992, las posiciones defensivas en poder de la 121.a Brigada, los principales ataques enemigos fueron casi de una ocurrencia regular. Sin embargo, la brigada fue reorganizada en agosto de ese año, se desmoviliza en parte para convertirse en un grupo táctico. Mantuvo la seguridad contra las fuerzas del 18.° Cuerpo del Ejército Serbio de la Krajina.
Las Compañías Independientes Psunj y de Asalto se reorganizaron en 1992 en una Compañía de Policía Militar dentro de la Fuerza de Tarea Nova Gradiška. Se debió establecer un grupo de combate de miembros del Grupo Táctico 121 y enviarlo a Eslavonia Oriental.
En el otoño de 1994, la 121.a Brigada fue reorganizada en el Regimiento de Defensa de la Patria 121. Su comandante fue el coronel (luego brigadier) Željko Žgela.

### Operación Bljesak
Para establecer el control en la parte de Eslavonia Occidental, los croatas ejecutaron la Operación Bljesak. En dicha ocasión, el Regimiento de Defensa de la Patria 121 participó junto con la 5.a Brigada de Guardias en dirección a Okučani. En la segunda fase, la unidad avanzó en la dirección de Novi Varoš.
El 1 de mayo de 1995, en la dirección Nova Gradiska - Okučani, el ataque se realizó en tres direcciones. La principal estuvo integrada por 4.° Batallón / 5.a Brigada de Guardias y Regimiento de Defensa de la Patria 121 (a órdenes del coronel Željko Žgela) reforzados con los tanques de la Brigada HV 105 – Bjelovar.
El 1.° Batallón / 121 atacó en la dirección a Mašić - Medari. El 2.° Batallón / 121 hizo lo propio alcanzando la línea del bosque de Prasnik durante el primer día, pero no logró completar la tarea, ya que las fuerzas serbias colocaron el foco de la defensa en esa dirección de ataque. 3.° Batallón permaneció en reserva.
Dado que el ataque de las fuerzas croatas contra Novi Varoš no iba según lo planeado, el comandante de la operación decidió enviar al lugar la 2.a Compañía 80.° Batallón de Guardias junto con el 2.° Batallón / 121. A las 2030, miembros de la 2.a Compañía / 80 ingresaron a las primeras casas en Novi Varoš por el lado sur mientras que parte del 2.° Batallón / 121 entraron por el lado norte. Debido a la fuerte resistencia de las fuerzas serbias, para preservar la comunicación Okučani - Stara Gradiska, las unidades croatas no pudieron unirse y ocupar Nova Varoš pero cortaron la comunicación Okučani - Stara Gradiška en forma transitoria.
En el segundo día de la operación, el 2 de mayo, continuaron los ataques de las fuerzas croatas desde el este. Las unidades del 1.° Batallón / 121 lanzaron su ataque desde el cruce de caminos Medari - Trnava y desde Poljane hacia Dragalić. A las 1000, el batallón habían conquistado por completo las aldeas de Medari, Dragalić y Trnava y se fusionó con el grupo táctico del 3.° Brigada de Guardias y juntos irrumpieron en el Canal Draizevac y Smrtić, continuando ambos su avance hacia Okučani.
El pelotón de reconocimiento del Regimiento 121 entró en la aldea de Uskoci y Stara Gradiška en la noche.

### Operaciones posteriores
El regimiento participó en la Operación Tormenta. Para ello, en agosto, el regimiento dejó de depender de la zona operacional Osijek y pasó nuevamente a la de Bjelovar. Las unidades de la ZO Bjelovar debían cruzar el río Sava y continuar el avance de las fuerzas principales en dirección a Jasenovac - Dubica. Posteriormente, se introduciría la reserva operacional para continuar al valle de Una a lo largo de las líneas Dubica - Kostajnica y Dubica - Sunja. La tarea del Regimiento 121 era organizar una defensa de la frontera estatal desde la boca del Canal Mali Strug en el río Sava hasta Davor. El 5 de agosto, debido a la detención del ataque, se empeñó un batallón y una sección exploración del regimiento en la ocupación de Kostajnica. En la tarde, las fuerzas fueron transferidas desde Nova Gradiška a Hrvatska Dubica. A las 1700 del día siguiente ingresó a Kostajnica.
En el marco de la Operación Una, el 19 de septiembre, una fuerza integrada por elementos de los Regimientos de Defensa de la Patria 121 y 125 y de la Compañía de Exploración y Sabotaje 265 cruzaron el río Sava y Una. La fuerza que cruzó, consistente en 80 soldados, encontró campos minados, artillería y posiciones del VRS próximas a las costas. Ello hizo fracasar la operación. La extracción hacia la primera orilla empezó a las 1400 bajo intenso fuego de artillería, lo que incrementó las bajas.

## Compañía Independiente Psunj
Siguiendo las órdenes del comandante de la 121.a Brigada, el coronel Josip Mikšić, se estableció la Compañía Independiente Psunj (en Croata: Samostalna psunjska satnija) el 5 de octubre de 1991 con habitantes de los alrededores de Cernik y voluntarios de las municipalidades de Rešetari y Staro Petrovo Selo. Dicha compañía fue precedida por una compañía de voluntarios que permanecía en el área desde el 10 de junio por iniciativa de Alojz Sokić, ante las intenciones serbocroatas de ocupar las alturas.
La base fue la Compañía Cernik que formó parte del 1.° Batallón de la 108.a Brigada del HV, establecida en junio de 1991. La compañía Cernik actuó al comienzo de la guerra para detener los ataques en Okučani, Smrtić, Gornji Bogićevci, Medari y Trnava. El día de la constitución de la Compañía Independiente Psunj, 47 combatientes de la Compañía Cernik se unieron a los 35 de la sección Cernik y 18 miembros del Escuadrón de Apoyo a quienes se les asignó la tarea de asegurar el camino Strmac - Brezovo Polje.
En el mes de octubre, su efectivo oscilaba entre 100 y 160, llegando momentáneamente a 200.
Su jefe fue Luka Zec con Alojz Sokić y Tomislav Šimić como segundos. Posteriormente, pasó a ser su jefe Ivan Janošević hasta abril de 1992.
A pesar de su nombre, la compañía era parte integrante de la brigada. Su misión era asegurar puntos de especial interés en las alturas Psunj, especialmente las antenas de transmisión de HRT y telefonía en Brezovo Polje y evitar un ataque de los serbios desde el norte hacia NG.
Durante la Guerra de Croacia, la Fuerza Aérea Yugoslava atacó las instalaciones en Brezovo Polje infructuosamente, con la intención de aislar las transmisiones en Eslavonia Occidental.
La Compañía sufrió 15 muertos.

## Operaciones en la que participó
- Operación Orkan-91
- Operación Bljesak.
- Operación Oluja.
- Operación Una.

## Condecoraciones
El presidente Stjepan Mesic otorgó la condecoración "Zrinski Frankopan" a la brigada por su participación en la Guerra de la Independencia de Croacia.

## Bajas
Durante la Guerra de Croacia, la 121 Brigada (incluyendo al Regimiento de Defensa de la Patria 121) sufrieron 156 muertos y 536 heridos.